# 여우자리
여우자리(Vulpecula [vəlˈpɛkjʊlə])는 여름의 대삼각형 가운데 끼어있는 작고 어두운 별자리이다.

## 별과 천체
여우자리에는 4등급보다 밝은 별은 없다.
- 여우자리 알파: 루키다라고도 한다. 지구에서 85광년 떨어진 적색 거성으로, 4.44등급이다. 광학적 쌍성으로, 413.7" 떨어져 있어서 쌍안경으로 구별이 가능하다. 이 별은 또한 '안서(Anser)'라는 별칭이 있는데, 여우가 입에 물고 있는 거위를 의미한다.
- PSR B1919+21 : 1967년 두 명의 천문학자(Antony Hewish, Jocelyn Bell)가 발견한 최초의 펄사로, 빠른 속도로 회전하는 중성자별이다. 펄사는 1.3373초마다 발생된다.
- HD 189733 b: 스피처(Spitzer) 우주망원경으로 연구되는 가장 가까운 행성이다. 수증기가 검출되었으나, 대기의 온도가 1000°C 이상 상승하여 생명체가 살고 있을 가능성은 희박하다.

### 어두운 천체들
두 개의 잘 알려진 천체가 있다.
- M27 (아령 성운: Dumbbell Nebular): 크고 밝은 행성상성운으로, 프랑스 천문학자 메시에에 의해 1764년에 행성상성운으로서는 최초로 발견되었다. 아령성운은 하늘이 어두우면 성능이 좋은 쌍안경으로 관측할 수 있다. 크기는 6′으로, 어둡게 빛나는 원반으로 보인다. 천체망원경으로는 모래시계같은 형태를 볼 수 있다.
- 브로치 성단(Brocchi's Cluster, Collinder 399)은 전에는 산개성단으로 여겨졌던 별그림(asterism)이다. '옷걸이(Coathanger)'라 부르기도 했는데, 이는 쌍안경이나 낮은 배율의 망원경으로 보았을 때에 눈에 띄는 별이 늘어선 모양 때문이다.

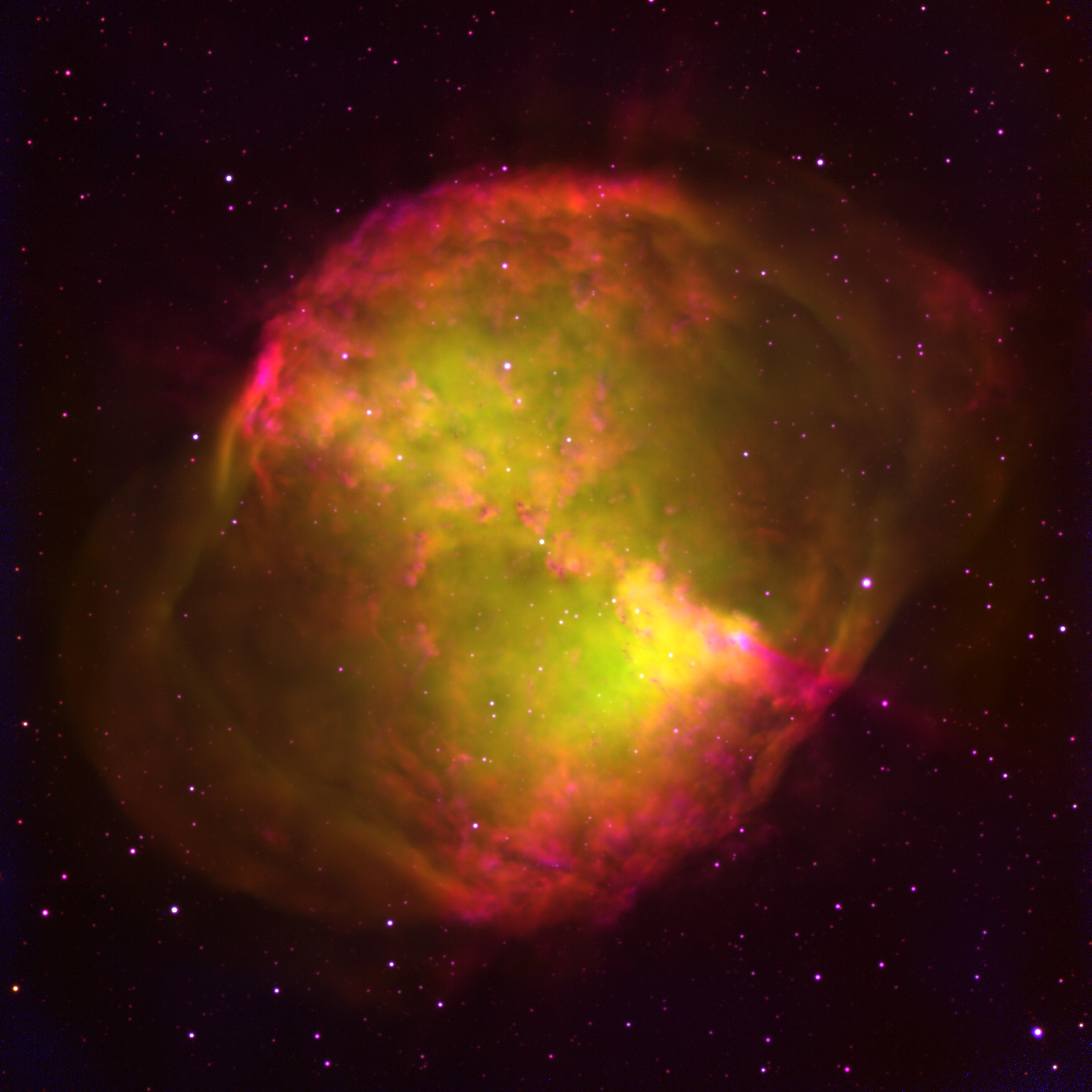
M27 행성상성운
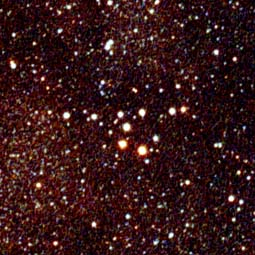
브로치 성단

## 역사

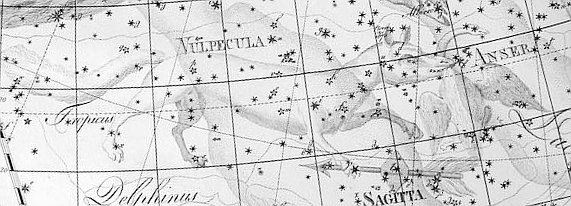
《우라노그라피아》의 여우자리

17세기에 천문학자 요하네스 헤벨리우스(Johannes Hevelius)가 이 별자리를 만들었다. 초기에는 '거위를 문 작은 여우(Vulpecula cum ansere)' 또는 '여우와 거위(Vulpecula et Anser)'로 알려졌다. 헤벨리우스는 여우와 거위를 분리된 별자리로 여기지는 않았으나, 후에 별자리가 거위와 여우로 분리되었다. 현재 거위 별자리는 여우자리 α별로만 남아 있는 상태이다.
17세기에 만들어진 별자리여서 관련된 전설은 없다.

## 같이 보기
- 이리자리